# Газовый фильтр

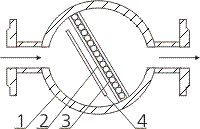
1 — корпус,
2 — кассета,
3 — фильтрующий материал,
4 — отбойник

Газовый фильтр — устройство для очистки трубопроводного газа от пыли, ржавчины, смолистых веществ и других твёрдых частиц. Очистка газа позволяет повысить герметичность запорных устройств, а также увеличить межремонтное время эксплуатации этих устройств за счёт уменьшения износа уплотняющих поверхностей. При этом уменьшается износ и повышается точность работы расходомеров (счётчиков и измерительных диафрагм), особенно чувствительных к эрозии. Выбор фильтров и их квалифицированная эксплуатация являются одним из важнейших мероприятий по обеспечению функционирования системы газоснабжения.
По направлению движения газа через фильтрующий элемент все газовые фильтры можно разделить на прямоточные и поворотные, по конструктивному исполнению — на линейные и угловые, по материалу корпуса и методу его изготовления — на чугунные (или алюминиевые) литые и стальные сварные.
При разработке и выборе фильтров особенно важен фильтрующий материал, который должен быть химически инертен к газу, обеспечивать требуемую степень очистки и не разрушаться под воздействием рабочей среды и в процессе периодической очистки фильтра.
По фильтрующему материалу серийно выпускаемые фильтры подразделяются на сетчатые и волосяные. В сетчатых используют плетеную металлическую сетку, а в волосяных — кассеты, набитые капроновой нитью (или прессованным конским волосом) и пропитанные висциновым маслом.
Сетчатые фильтры, особенно двухслойные, отличаются повышенной тонкостью и интенсивностью очистки. В процессе эксплуатации, по мере засорения сетки, повышается тонкость фильтрования при одновременном уменьшении пропускной способности фильтра.
У волосяных фильтров, наоборот, в процессе эксплуатации фильтрующая способность снижается за счёт уноса частиц фильтрующего материала потоком газа и при периодической очистке встряхиванием.
Для обеспечения достаточной степени очистки газа без уноса твёрдых частиц и фильтрующего материала скорость газового потока лимитируется и характеризуется максимально допустимым перепадом давления на сетке или кассете фильтра.

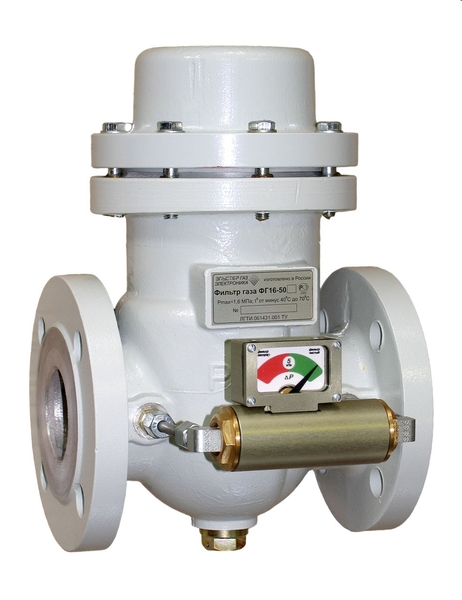
Фильтр газа ФГ16-50 с индикатором перепада давления (ИПД)

Для сетчатых фильтров максимально допустимый перепад давления не должен превышать 5000 Па, для волосяных — 10000 Па. В фильтре до начала эксплуатации или после очистки и промывки этот перепад должен составлять для сетчатых фильтров 2000—2500 Па, а для волосяных — 4000-5000 Па. В конструкции фильтров предусмотрены штуцеры для присоединения приборов, с помощью которых определяется величина падения давления на фильтрующем элементе.
ГОСТ 54960-2012 регламентирует степень очистки фильтрующим элементом не более 80 мкм.

## Нормативные ссылки
- ПБ 12-529-03. Правила безопасности систем газораспределения и газопотребления: утв. Госгортехнадзором 18.03.2003 — М., 2003.
- СП 62.13330. Свод правил. Газораспределительные системы. Актуализированная редакция СНиП 42-01-2002: утв. Минрегион России 27.12.2010 — М., 2011.
- ГОСТ ГОСТ 54960-2012. Пункты газорегуляторные блочные. Пункты редуцирования газа шкафные. Общие технические требования: утв. Федеральным агентством по техническому регулированию и метрологии 22.08.2012 — М., 2012.